# Laitakari (halvö i Finland, Norra Österbotten, lat 65,40, long 25,28)
Laitakari är en halvö i Finland. Den ligger i Ijo i landskapet Norra Österbotten, i den centrala delen av landet, 600 km norr om huvudstaden Helsingfors.